# Diego Castro (Fußballspieler, 1961)
Diego Castro (* 10. Oktober 1961 in Constitución) ist ein ehemaliger chilenischer Fußballspieler.

## Vereinskarriere
Diego Castro spielte zunächst beim chilenischen Verein Deportivo Aviación, bevor er 1982 zu Chicago Sting wechselte. Dort spielte Castro zunächst auf dem Feld, bevor er eine Spielzeit in der Halle spielte.
1984 schloss sich Castro dem deutschen Fußballclub Hertha BSC an. Mit den Berlinern erreichte er in der Zweitligasaison 1984/85 den 14. Platz. Nach 22 Einsätzen verließ Diego Castro Hertha wieder und kehrte in die USA zurück.
Bei den Dallas Sidekicks und anschließend bei den Wichita Wings in der Halle wurde er unumstrittener Stammspieler. Mit seinem Engagement bei Memphis Storm verlor er diesen Status jedoch und auch auf den anschließenden Stationen Wichita Wings (Indoor), Dallas Sidekicks, Dallas Rockets und Houston Hotshots (Indoor) konnte er nicht mehr als Leistungsträger überzeugen. 1994 beendete Diego Castro seine Spielerkarriere.

## Nationalmannschaftskarriere
Diego Castro war Spieler der chilenischen U-21-Nationalmannschaft.

## Trainerkarriere
Diego Castro betreute die Jugendteams von Dallas Titans, Dallas Inter und West Texas Heat. Darüber hinaus war er als Co-Trainer der Fußballauswahl der University of North Texas engagiert und betreute die Mannschaft der Texas Toros.